# Corina, Corina
Corina, Corina (títol original en anglès: Corrina, Corrina) és una pel·lícula estatunidenca de 1994 dirigida per Jessie Nelson i protagonitzada per Whoopi Goldberg, Ray Liotta i Tina Majorino. Ha estat doblada al català.

## Argument
A l'Amèrica dels anys 1950, Manny, compositor de jingles publicitaris, educa sol la seva filla, Molly, des de la mort de la seva esposa. No acceptant aquesta desaparició, la noieta s'ha tancat en un mutisme. Manny confia la cura a Corrina, una governanta, de tornar-li a donar el somriure i la paraula. Ràpidament Molly es dona un objectiu completament degenerat, però no desesperat: fer que Corrina i Manny s'enamorin. Curiosament, gairebé ja està fet.

## Repartiment
- Whoopi Goldberg: Corrina Washington
- Ray Liotta: Manny Singer
- Tina Majorino: Molly Singer
- Wendy Crewson: Jenny Davis
- Don Ameche: Avi Harry
- Larry Miller: Sid
- Joan Cusack: Jonesy
- K. T. Stevens: Mme Morgan
- Patrika Darbo: Wilma
- Harold Sylvester: Frank
- Steven Williams: Anthony T. Williams
- Lucy Webb: Shirley
- Jenifer Lewis: Jevina
- Erica Yohn: Àvia Eva

## Producció
La pel·lícula va ser dirigida per Jessie Nelson i produïda per New Line Cinema.

## Crítica
La pel·lícula va rebre crítiques mixtes però va ser apreciada per les actuacions dels actors principals.
Fernando Morales, crític del diari El País, la va titllar d'«Entretinguda comèdia de tints dramàtics protagonitzada per una continguda Goldberg. Bones intencions i irregulars resultats».